# Scylaticus hadromedus
Scylaticus hadromedus là một loài ruồi trong họ Asilidae. Scylaticus hadromedus được Londt miêu tả năm 1992. Loài này phân bố ở vùng nhiệt đới châu Phi.